# Desmopterella angustata
Desmopterella angustata är en insektsart som beskrevs av Willy Adolf Theodor Ramme 1941. Desmopterella angustata ingår i släktet Desmopterella och familjen Pyrgomorphidae. Inga underarter finns listade i Catalogue of Life.